# هیوندای تراجت
هیوندای تراجت (Hangul: 현대)؛ traay تلفظ می‌شود)، یک مینی‌ون هفت نفره است که بین سال‌های ۱۹۹۹ تا ۲۰۰۸ توسط هیوندای موتور تولید شده‌است. این خودرو به‌طور رسمی در سال ۱۹۹۹ معرفی شد.
فروش این خودرو در کره جنوبی در آوریل ۱۹۹۹ آغاز شد. همچنین این خودرو در سال ۲۰۰۰ وارد بازار اروپا شد.
نام خودرو از زبان فرانسوی گرفته شده‌است است، در فرانسوی این نام به معنی «سفر از یک نقطه به نقطه دیگر» است.

## بررسی

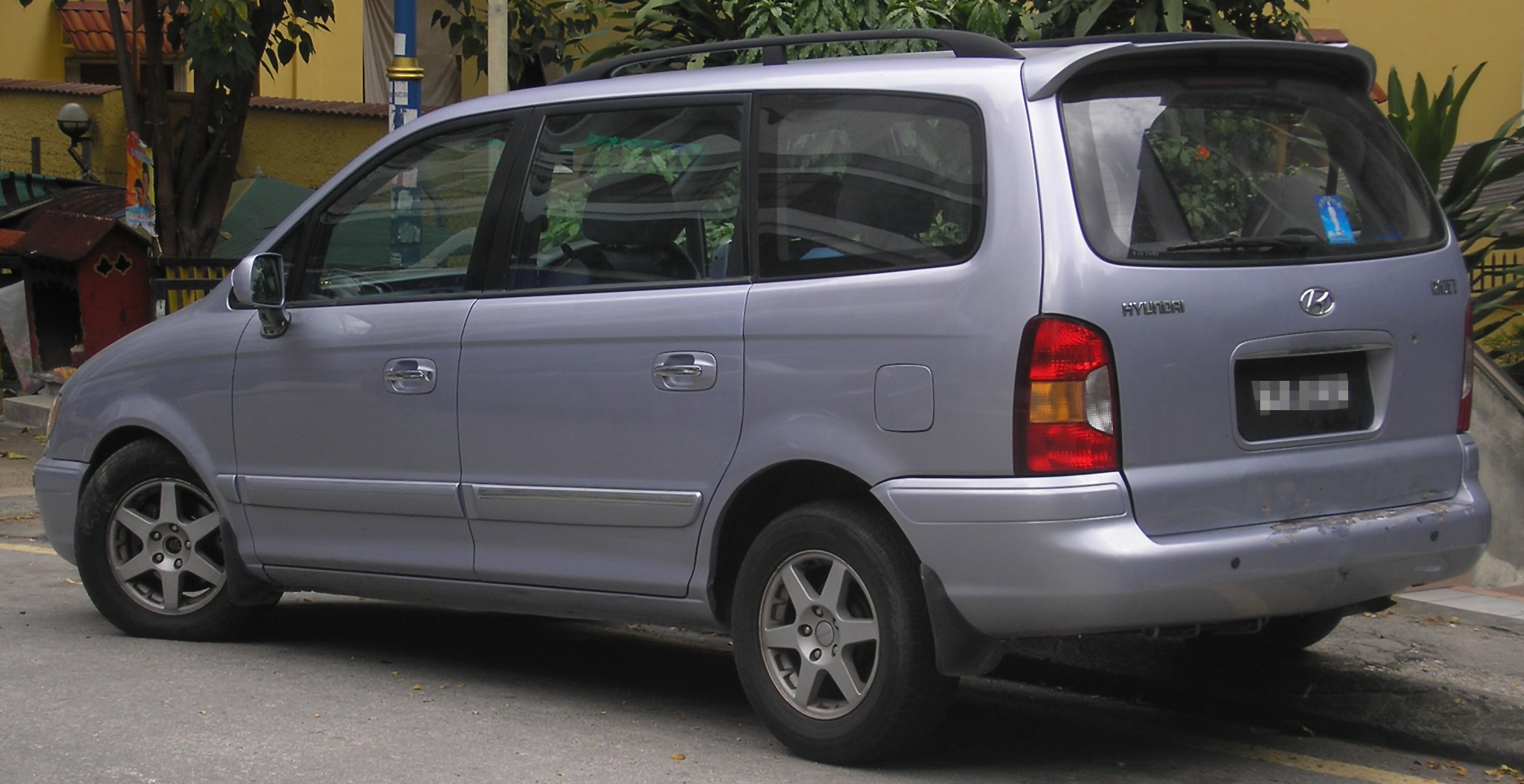
هیوندای تراجت نمای عقب

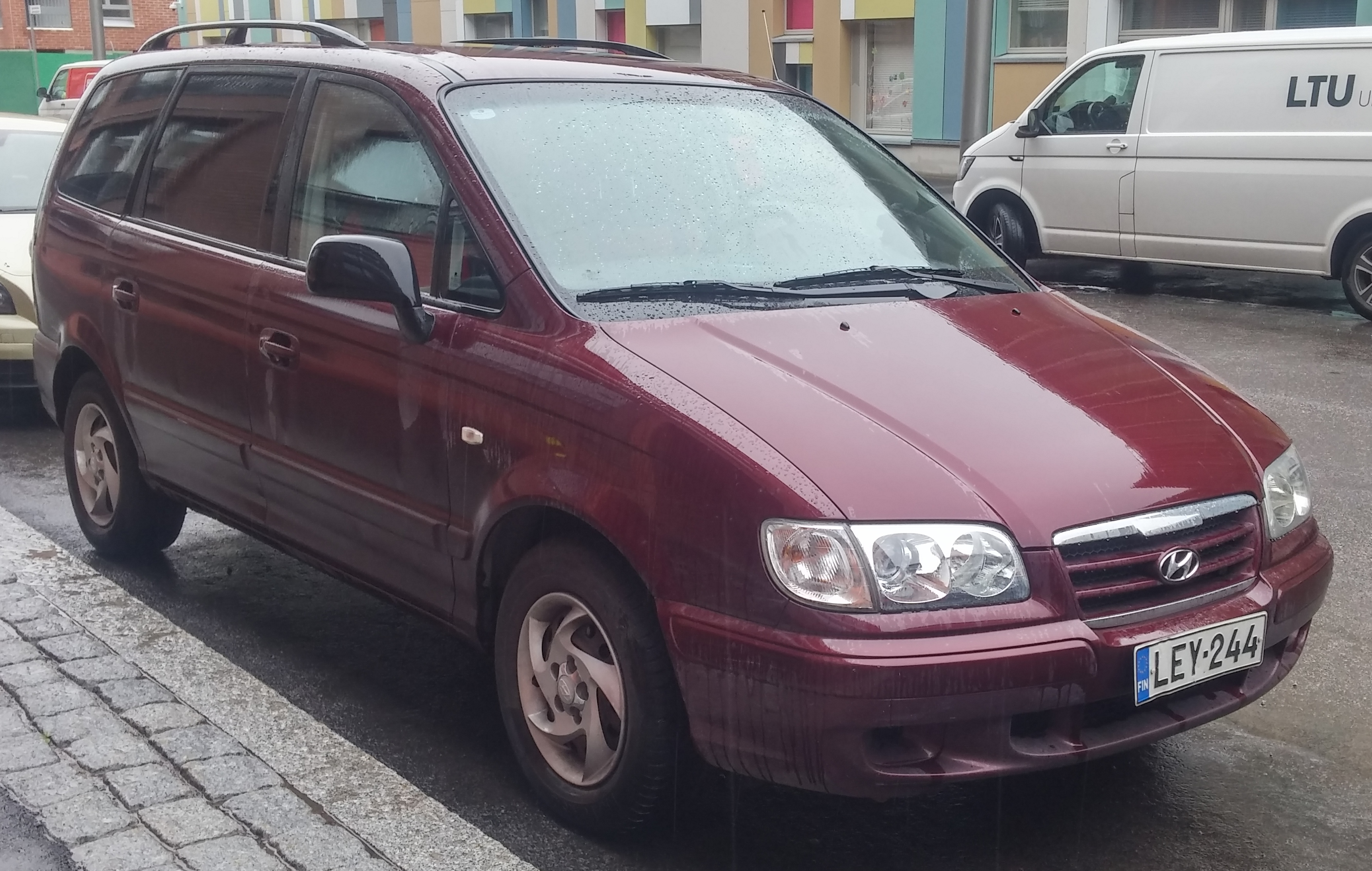
هیوندای تراجت ۲۰۰۷

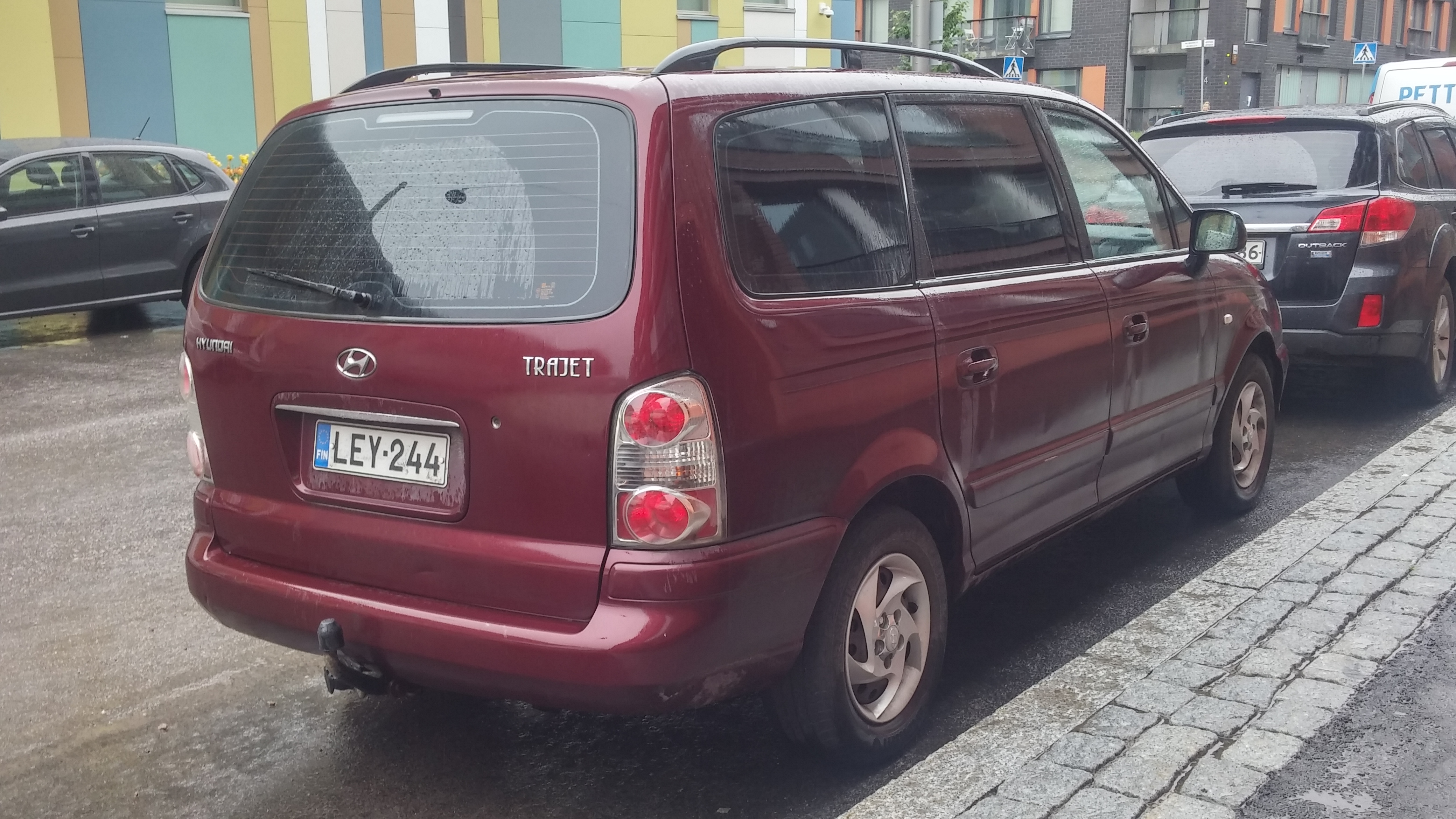
۲۰۰۷ هیوندای تراجت

این خودرو دارای سه ردیف صندلی است. صندلی‌های جلو می‌توانند ۱۸۰ درجه بچرخند تا هنگام پیاده شدن با مشکل مواجه نشوند و صندلی‌های عقب نیز می‌توانند به میز تبدیل شوند.
- مدل دیزل

تجهیزات استاندارد نسخه دیزلی شامل کیسه‌های هوا راننده، سرنشین و جانبی، ترمز ضد قفل با EBD، فرمان خودکار برقی، کمربند ایمنی پیش کشنده، تهویه مطبوع جلو و عقب، شیشه‌های جلو و عقب برقی، رادیو استریو RDS / واحد CD و صندلی‌های بیرونی کشویی در ردیف دوم است.
- مدل اس‌ئی

نسخه اس‌ئی خودرو به‌طور استاندارد دارای یک دستگاه پخش DVD، ناوبری ماهواره ای SmartNav و حسگر معکوس بود. این نسخه با موتور دیزل و بنزینی و گیربکس دستی یا جعبه‌دنده خودکار در دسترس خریداران بود.